# Åselby
Åselby är en stadsdel i Borlänge.
Inom området finns stadsdelarna/byarna Gylle, Gylletäppan, Hytting, Bro, Fornby och Trönö. Området är beläget 1-4 km söder om Borlänge centrum och gränsar i söder mot Tunaån. 
Inom området finns två förskolor och två Skolor, Gylle skola (förskoleklass + årskurs 1-9) och Fornby folkhögskola.  

## Bostäder
Inom området finns 2 230 bostäder, varav 1 270 småhus och 960 lägenheter. Det finns både hyreslägenheter och bostadsrätter. Merparten av bostäderna är byggda under 1950-, 60- och 70-talen.

## Sysselsättning
Inom området finns 1 220 arbetsplatser. De flesta inom Åselby arbetsplatsområde samt inom skolor och barnomsorg.